# One-Touch-Fußball
One-Touch-Fußball ist ein Begriff aus dem Fußballsport, der eine taktische Spielausrichtung in einer Mannschaft oder Teilen davon hin zu einem schnellen Direktspiel beschreibt. Das Prinzip der direkten Weitergabe des Balls bei eigener Annahme zu einem Mitspieler, der wiederum selbst das Spielgerät bereits beim ersten Kontakt („one touch“) an einen Mannschaftskollegen abgibt, wird zum „modernen Fußball“ gezählt und setzt im eigenen Team unter anderem eine hohe Laufbereitschaft, technisches Können und eingespielte Laufwege voraus. Als Begründer des One-Touch-Fußballs in der Moderne gilt Arsène Wenger, der als Trainer des FC Arsenal das Spielprinzip des schnellen Direktspiels in allen Mannschaftsteilen maßgeblich prägte, wobei es ein ähnliches Konzept dazu mit dem Totalen Fußball bereits in den 1970er Jahren in den Niederlanden und beim FC Barcelona gab.
Als wichtige Voraussetzung für den One-Touch-Fußball gilt vor allem die Zusammensetzung eines technisch versierten Mittelfelds und eine geschlossen agierende Angriffsreihe als Verbindungsglied. Die Stürmer dienen dabei dem Mittelfeld häufig als direkte Anspielposition im Passspiel und bringen durch Körpertäuschungen oder Weitergaben weitere Mitspieler in Position. Die hohe Geschwindigkeit im Offensivspiel sorgt oft dafür, dass Lücken in der gegnerischen Defensive entstehen. Der One-Touch-Fußball gilt damit häufig als Antwort auf die moderne Spielweise professioneller Fußballmannschaften in der jüngeren Vergangenheit, bei der sich sämtliche Mannschaftsteile von der Abwehr hin zum Angriff ballorientiert verschieben, dadurch die Freiräume für den Gegner verkleinern und damit den Ball zur Einleitung eines Angriffs gewinnen, was als Pressing bezeichnet wird. Aus diesem Pressing kann man sich dann mit schnellen Direktpässen befreien. Darüber hinaus gilt der One-Touch-Fußball als besonders effektiv im Konterspiel, wenn die Mannschaft über antrittsschnelle Angreifer verfügt.
Für den Zuschauer ergibt sich der Eindruck, dass Mannschaften, die dem One-Touch-Fußball-Prinzip folgen, „schneller“ spielen. Häufig wird dabei im Vergleich zur jeweils einheimischen Liga die englische Premier League als „schneller“ eingeschätzt, obwohl dort lediglich der FC Arsenal als strenger Verfechter dieses Stils galt. In Deutschland wurde nach der Fußball-Europameisterschaft 2008 vor allem die von Ralf Rangnick geprägte Spielweise des Bundesliga-Aufsteigers TSG 1899 Hoffenheim als One-Touch-Fußball bezeichnet. 